# Hypoprepia subornata
Hypoprepia subornata är en fjärilsart som beskrevs av Berthold Neumoegen och Dyar 1893. Hypoprepia subornata ingår i släktet Hypoprepia och familjen björnspinnare. Inga underarter finns listade i Catalogue of Life.